# Voodoo Woman/Satan Is Waitin'
Voodoo Woman/Satan Is Waitin' è il sesto (e penultimo) singolo del gruppo musicale italiano Jet, pubblicato dalla Durium (catalogo Ld A 7818) nel 1973. Ed è l'ultimo con il batterista Renzo "Pucci" Cochis, nonché l'edizione inglese del singolo Anikana-o/Guarda coi tuoi occhi.

## I brani

### Voodoo Woman
Voodoo Woman, presente sul lato A del disco, è la versione in inglese di Anikana-o; che è il brano con cui la band partecipa alla 23ª edizione del Festival di Sanremo, senza riuscire ad accedere alla serata finale. L'adattamento è di Myles Rudge, mentre il testo originale e la musica sono di Felice Piccarreda, Renzo "Pucci" Cochis e Piero Cassano.

### Satan Is Waitin'
Satan Is Waitin', presente sul lato B del disco, è la versione in inglese del brano Guarda coi tuoi occhi. L'adattamento è di Gus Goodchild, mentre il testo originale e la musica sono – come sempre – di Felice Piccarreda, Renzo "Pucci" Cochie e Piero Cassano.

## Tracce
1. Voodoo Woman (Anikana-o) – 3:12
2. Satan Is Waitin' (Guarda coi tuoi occhi) – 3:17

## Formazione

### Gruppo
- Carlo 'bimbo' Marrale – chitarra, voce
- Piero Cassano – tastiere
- Aldo Stellita – basso, cori
- Renzo "Pucci" Cochis – batteria

### Altri musicisti
- Antonella Ruggiero[2] – cori